# 遠藤泰子
遠藤 泰子（えんどう やすこ、1943年〈昭和18年〉11月19日 - ）は、日本のフリーアナウンサー（元TBSアナウンサー）、声優、ナレーター、司会者である。

## 略歴・人物
神奈川県横浜市出身。立教大学文学部日本文学科卒業後、1966年アナウンサー11期生としてTBSへ入社。同大学時代は放送研究会に所属。岩崎直子、川戸惠子、堀川友子、藤田恒美らが同期。1967年11月にアナウンサー研修室付兼ラジオ局第一制作部、1969年3月にアナウンサー研修室付兼ラジオ局放送部、1969年4月にラジオ局放送部兼第一制作部アナウンサー研修室付、1970年7月にラジオ本部アナウンス室、それぞれに在籍した。第16回民放CMコンクール・ラジオ第一種（20秒以内）「雪印乳業」で金賞を受賞した。
1972年4月退社し、以後はおもにTBSラジオに出演するほかに講演、研修、ナレーション、朗読などをこなす。
「アナウンサーとはメインを張りたいものではないのだろうか」と問われ「永六輔さんにお会いしたとき、放送を通じて発せられる言葉はこういう人が紡ぐべきことなんだ、自分が何かを表現したいなんて思い違いだったと、痛感」して「聞く立場を自分の仕事と定めた」と述べた。
1988年10月1日にJ-WAVEの開局第一声を担当した。

## 出演番組

### 現在
- 森本毅郎・スタンバイ! （TBSラジオ 月 - 金 6:30-8:30）
  - 話題のアンテナ 日本全国8時です （TBSラジオ 月 - 金 8:00-8:15）

### 過去
- ダイヤモンド・ハイウェイ（1966年、TBSラジオ）[6]
- パックインミュージック（1969年、TBSラジオ）[6]
- 永六輔の誰かとどこかで （1969年 - 2013年9月27日、TBSラジオ）[9][6]
- 永六輔の土曜ワイドラジオTokyo（1970年、TBSラジオ）[9][6]
- おはよう片山竜二です（1971年、TBSラジオ）[6]
- ステレオ歌謡バラエティ（1971年10月 - 1973年3月、FM東京）木曜日（1971年10月 - 1972年3月）→月曜日（1972年4月 - 1973年3月）
- 三國一朗の土曜ワイド（1975年、TBSラジオ）[6]
- 3時にあいましょう（1975年4月 - 1978年9月、TBSテレビ）司会
- 世界音楽祭（TBSテレビ）
- 歯の時間です（日本テレビ）
- さすらいの男たち（TBSラジオ）
- 六輔七転八倒（TBSラジオ）
- FMいきいきワイド〜リズムにのって〜（JFN）[2]
- 遠藤泰子のラブ・トーク（SBCラジオ）
- トピックダイアリー歌謡曲でこんにちは（TBSラジオ）
- ふれあい情報にしひがし 泰子の京都インTOKYO（KBS京都ラジオ） KBS銀座POPスタジオ） - 共演山崎弘士
- ルックルックこんにちは（日本テレビ）
- 神奈川の教育（テレビ神奈川）
- 話題の医学（テレビ東京）
- レディジョージィ（1983年 - 1984年、朝日放送・テレビ朝日） ナレーター[11]
- 鈴木くんのこんがりトースト（1986年4月 - 1990年4月、TBSラジオ）2代目アシスタント
- 歌のない歌謡曲 （TBSラジオ 月 - 金 6:42-6:55頃　※パナソニック提供の企画ネット番組、1986年4月 - 2023年9月29日）

## 出版

### 著書
- どんどんばんばん : ヤスコの被害妄想（1975年、文陽社）
- あったかいことばで話したい―素敵な人と素敵な出会い（1989年、大和書房）
- プロアナウンサーの「聞く力」をつける55の方法（2002年、PHP研究所）

### 編著
- 永六輔,遠藤泰子,崎南海子 編『七円の唄 誰かとどこかで』朝日出版社、1997年7月。ISBN 4-255-97022-X。全国書誌番号:98017434。
- 永六輔, 遠藤泰子, 崎南海子 編『七円の唄 誰かとどこかで 2』朝日出版社、1998年6月。ISBN 4-255-98011-X。全国書誌番号:99009523。
- 永六輔, 遠藤泰子, 崎南海子 編『七円の唄 誰かとどこかで 3』朝日出版社、1999年4月。ISBN 4-255-99016-6。全国書誌番号:99092327。

### 雑誌連載
- 東京新聞（2001年4月 - 2003年3月）「言いたい放談」